# Berta Lask

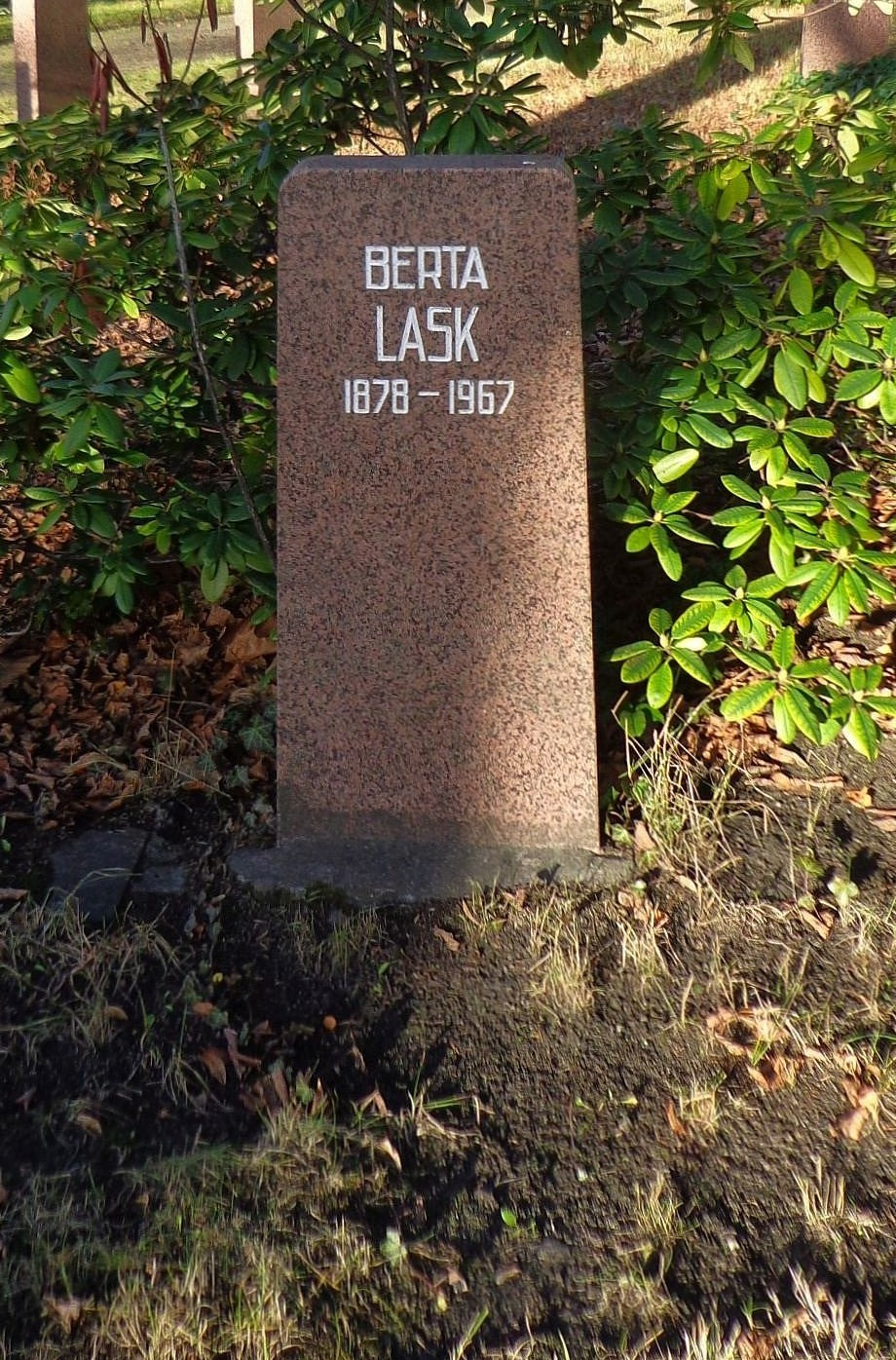
Grobowiec na Cmentarzu Centralnym Friedrichsfelde w Berlinie

Berta Lask (ur. 17 listopada 1878 w Wadowicach, zm. 28 marca 1967 w Berlinie Wschodnim) – niemiecka pisarka i dziennikarka pochodzenia żydowskiego. Jej mężem był Louis Jacobsohn-Lask.

## Życiorys
W latach 1933–1953 na emigracji w ZSRR, od 1953 aż do śmierci mieszkała w Berlinie. Była działaczką Niemieckiej Partii Komunistycznej. Nagrodzona m.in. Medalem Klary Zetkin i Złotym Orderem Zasługi dla Ojczyzny.